# IS Весов
IS Весов (лат. IS Librae) — одиночная переменная звезда в созвездии Весов на расстоянии приблизительно 2253 световых лет (около 691 парсека) от Солнца. Видимая звёздная величина звезды — от +9,28m до +9,11m.

## Характеристики
IS Весов — красная пульсирующая медленная неправильная переменная звезда (LB:) спектрального класса M2.